# Primula woodwardii
Primula woodwardii là một loài thực vật có hoa trong họ Anh thảo. Loài này được Balf. f. miêu tả khoa học đầu tiên năm 1915.